# Ivan Kebrič
Ivan Kebrič, slovenski politik, * 18. december 1925, † junij 2020
Kebrič je bil kot član DeSUS poslanec 3. državnega zbora Republike Slovenije.